# 物的会社
物的会社（ぶってきがいしゃ）とは会社の形態を表す言葉。
会社において社員や出資者との関係や信頼関係が希薄で、その代わりに会社の財産などといった物が重視されている会社。反対に人材が重視されている会社の事を人的会社という。日本では会社の規模が大きくなるほど物的会社という形になっている。大企業というのは債権者などに対しての責任を果たす上で、財産が重要な役割を果たすためこのような形となる。